# Parco internazionale della scultura
Il Parco Internazionale della Scultura (conosciuto anche come Marca Open) è un museo a cielo aperto, fra i più rilevanti a livello nazionale, situato all'interno del parco della Biodiversità mediterranea, giardino urbano della città di Catanzaro. È costituito da una collezione di 23 sculture concepite da artisti di fama internazionale, acquistate dalla Provincia di Catanzaro nel 2005, anno in cui furono collocate all'interno del parco.

## Storia
Il Parco fu inaugurato nel 2005, ed è strettamente correlato con "Intersezioni", rassegna artistica ideata nello stesso anno da Alberto Fiz, direttore artistico del Museo delle arti di Catanzaro (MARCA), e conclusasi nel 2012, che si svolgeva nel parco archeologico di Scolacium; la prima edizione della manifestazione fu l'occasione che accompagnò l'inaugurazione del museo archeologico e del parco, i cui scavi iniziarono nel 1965, allorquando vennero portati alla luce i primi resti dell'antica colonia magno-greca di Skylletion. Il progetto aveva luogo durante i mesi estivi e prevedeva l'esposizione, all'interno del parco archeologico, di numerose sculture di artisti internazionali, alcune delle quali concepite proprio in occasione della rassegna; lo scopo era la promozione dell'arte contemporanea all'interno di un contesto apparentemente distante, in un'ottica di rivalutazione e attualizzazione dell'antico.
Nel 2005 l'Amministrazione Provinciale acquistò alcune opere con lo scopo di trovargli una sistemazione permanente e favorire il rinnovamento culturale della città di Catanzaro, tramite un'iniziativa di una portata senza precedenti nel capoluogo calabrese, ovvero l'arricchimento del patrimonio pubblico mediante opere prestigiose. La sede deputata ad ospitare la collezione fu individuata nel Parco della Biodiversità mediterranea, esteso su un'area di oltre 63 ettari. Il parco fu inaugurato nel 2004 e rappresenta un esempio virtuoso di valorizzazione della biodiversità in un contesto fortemente urbanizzato. La spinta propulsiva per la nascita dell'ampio polmone verde fu senz'altro la riqualificazione urbana di un'area particolarmente degradata. L'inserimento delle opere all'interno dello stesso rispondono ad una ratio ricollegata all'accessibilità totale dell'arte contemporanea, in aperta critica con la sua istituzionalizzazione e la sua relegazione al chiuso dei musei, e all'integrazione della stessa con l'ambiente naturale e antropologico che caratterizza il parco e la città.
Le prime opere collocate all'interno del parco furono "Senza titolo - testimoni" di Mimmo Paladino, "Cast glances" di Tony Cragg e "De man de wolken meet" (l'uomo che misura le nuvole) di Jan Fabre. I tre artisti furono i primi a partecipare alla rassegna "Intersezioni". La maggior parte delle opere presenti sono site-specific, realizzate in maniera assolutamente coerente agli elementi caratterizzanti del parco.
Nel 2019, un reportage del quotidiano la Repubblica ha inserito il Parco Internazionale della Scultura fra i dieci parchi artistici più belli del paese, l'unico, fra l'altro, localizzato nel Mezzogiorno d'Italia. Al 2021 la collezione del parco è in continua evoluzione, e lo stesso è il principale presidio di arte contemporanea della città insieme al MARCA, col quale lavora in stretta sinergia con lo scopo di favorire la diffusione e la conoscenza della stessa, tramite una rinnovata accessibilità.

## Opere
Le principali opere esposte all'interno del parco sono:
| Immagine | Titolo                                         | Autore                  | Datazione | Installazione | Localizzazione              | Tecnica e note                                                  |
| -------- | ---------------------------------------------- | ----------------------- | --------- | ------------- | --------------------------- | --------------------------------------------------------------- |
|          | Senza titolo - testimoni                       | Mimmo Paladino          | 1998      | 2005          | Piazza dell'alloro          | installazione di quattro statue in bronzo                       |
|          | Cast glances                                   | Tony Cragg              | 2002      | 2005          | Piazza dell'alloro          | scultura in bronzo                                              |
|          | De man de wolken meet                          | Jan Fabre               | 1998      | 2005          | Piazza dell'alloro          | scultura in bronzo e silicone                                   |
|          | Seven Times                                    | Antony Gormley          | 2006      | 2006          | Collina del verde pendio    | installazione di sette statue in ferro                          |
|          | Ohne titel (Mann und Tänzerin)                 | Stephan Balkenhol       | 2005      | 2008          | Collina del verde pendio    | dittico in bronzo dipinto                                       |
|          | Concrete Mixer (Betoniera)                     | Wim Delvoye             | 2007      | 2008          | Sentiero del tramonto       | Scultura in acciaio corten                                      |
|          | Totem                                          | Marc Quinn              | 2007      | 2008          | Viale delle palme           | scultura in cemento e ghisa raffigurante la testa di Dart Fener |
|          | Electric Kisses                                | Dennis Oppenheim        | 2009      | 2009          | Viale del teatro            | due strutture abitabili in acciaio e tubi colorati              |
|          | Le sponde del Mediterraneo – Love difference   | Michelangelo Pistoletto | 2010      | 2010          | Viale dei pioppi            | opera composta da 68 pietre blu e grigie                        |
|          | I temp(l)i cambiano – Terzo Paradiso           | Michelangelo Pistoletto | 2010      | 2010          | Viale dei tigli             | opera composta da cestelli di lavatrici e materiali di riciclo  |
|          | Catanzaro '11                                  | Mauro Staccioli         | 2011      | 2013          | Collina del verde pendio    | installazione in acciaio corten                                 |
|          | Cabane éclatée aux 4 couleurs: travail in situ | Daniel Buren            | 2012      | 2014          | Giardino dei bossi surreali | cubo con pareti rivestite di acciaio specchiato                 |